# Dalma-ya, Seo-ul gaja
Dalma-ya, Seo-ul gaja (달마야, 서울 가자?), noto anche con il titolo internazionale Hi, Dharma! 2: Showdown in Seoul, è un film del 2004 scritto e diretto da Yook Sang-hyo. La pellicola è il seguito di Hi, Dharma! (2001).

## Trama
Un gruppo di monaci si trova costretto a consegnare un importante pacco a Seul; il problema è che le tre persone in questione non si sono mai allontanate dal proprio tempo ormai da molti anni.